# Деркачева гора
Деркачева гора  — історична місцевість в місті Люботин Харківської області на узвишші над Старолюботинським ставком, між Верхньою Причепилівкою і Старим Люботином.
За місцевими переказами назва походить від козака Деркача, що начебто мешкав тут.
На початку 1980-х років в районі було утворено дачний кооператив і місцевість фактично перетворилася на дачне селище. Поряд функціонує автобусна зупинка і працює продуктовий магазин.